# 寶龍地產
宝龙地产（港交所：01238）全称是寶龍地產控股有限公司，隶属于宝龙集团，是一家中國的房地產開發公司。

## 历史
於1992年由許健康在澳門創立，寶龍地產同年在福建發展地產項目。寶龍地產主要業務是在中國的新興城市發展商業地產物業，項目分佈於福建、江蘇、山東、河南和安徽。
寶龍地產過往曾經打算於2008年於香港上市，但最終因市況不往而押後。2008年9月25日至9月30日，寶龍地產於香港進行公開招股，招股價介乎3.3至4.9港元，發售 10億股，集資 33億至49億元，期於10月9日上市。寶龍地產因應同時期新上市的公司上市掛牌首日紛紛跌破招股價及公開發售部分認購不足，決定將招股價降至每股2.75元，掛牌日推遲至10月14日。2009年10月14日最终上市。
寶龍地產於下列城市發展商業地產市項目：
- 福建：福州、泉州
- 安徽：蚌埠
- 河南：洛陽、鄭州、新鄉
- 山東：青島、煙台、李滄、泰安
- 江蘇：蘇州、常州、無錫、鹽城、宿遷
- 上海：楊浦區、闵行区

## 外部連結
- 寶龍地產招股章程 （页面存档备份，存于）
- 寶龍地產招股章程補充文件